# Estació de Sant Sadurní d'Anoia
Sant Sadurní d'Anoia és una estació de ferrocarril propietat d'Adif situada a la població de Sant Sadurní d'Anoia, a la comarca de l'Alt Penedès. L'estació es troba a la línia Barcelona-Martorell-Vilafranca-Tarragona, per on circulen trens de la línia R4 de Rodalies de Catalunya operats per Renfe Operadora, servei que uneix el Bages, el Vallès Occidental i Barcelona amb Sant Vicenç de Calders via les comarques del Baix Llobregat, Alt Penedès i Baix Penedès.
Aquesta estació de la línia de Vilafranca va entrar en servei l'any 1865 quan es va obrir el tram entre Martorell i Tarragona, sis anys més tard que la línia arribés a Martorell.
L'any 2016 va registrar l'entrada de 389.000 passatgers.

## Serveis ferroviaris
| Rodalia de Barcelona                          |                                         |               |                 |                        |
| Procedència/Destinació                        | <                                       | Línia         | >               | Procedència/Destinació |
| Sant Vicenç de Calders Vilafranca del Penedès | Lavern-Subirats Vilafranca del Penedès¹ |               | Gelida          | Terrassa Manresa       |
| Projectat                                     |                                         |               |                 |                        |
| Mataró                                        | Gelida                                  | Línia Orbital | Lavern-Subirats | Vilanova i la Geltrú   |

1. Alguns trens de rodalia no fan parada ni a Lavern-Subirats ni a La Granada, sent la següent o anterior Vilafranca del Penedès.

## Vegeu també

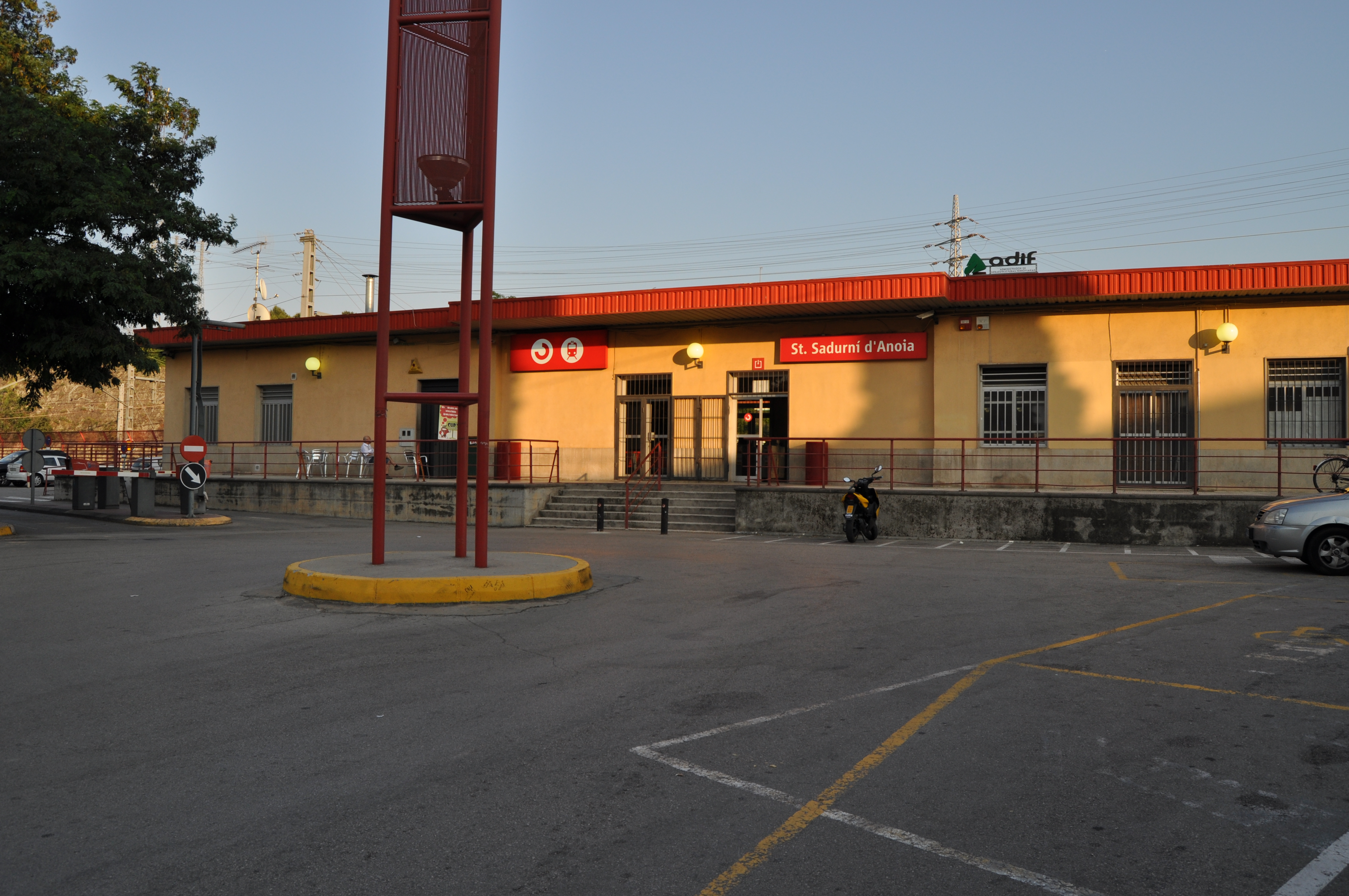
Aparcament i edifici de l'estació